# Muzej Staroga Grada
Muzej Staroga Grada, muzejska ustanova u gradiću Starome Gradu na otoku Hvaru. Danas se nalazi na adresi Braće Biankini 4, Stari Grad, u palači Bianchini. Muzej je osnovao Grad Stari Grad 1963. godine. 2007.). Vrste je opći-gradski, a po djelokrugu lokalni. Muzej skrbi o uspomenama i predmetima koji govore o Gradu Starom Gradu, koji je najstarija urbana cjelina na tlu Hrvatske. Osim grada Muzej skrbi i za zemljopisnu okolicu, koja skupa s gradom čini neodvojivu cjelinu, sa Starogradskim poljem kao jedinstvenim primjerom kulturnog krajolika.
Muzej ima četiri cjeline. To su arheološke, etnografske, povijesne i umjetničke zbirke. Arheološku čine četiri zbirke: arheološka, hidroarheološka, numizmatička i zbirka kamenih spomenika i mozaika. Etnografsku čine predmeti iz svakodnevnog otočnog života te predmeta u svezi s gospodarstvom poput vinarstva i maslinarstva. Ova je zbirka dislocirana u zapadnom krilu Hektorovićeva Tvrdalja. Povijesnu čini pet zbirkâ: pomorska, zbirka građanskog života, starih knjiga, pisanih i tiskanih dokumenata te zbirka razglednica i dopisnica. Umjetnička se sastoji od četiriju zbirka: Bartola Petrića, Jurja Plančića (Galerija Juraj Plančić.) i Magde Dulčić, te zbirka ostalih slika, skulptura i grafika poznatih hrvatskih umjetnika te brojnih domaćih umjetnika.